# Tata Steel Europe

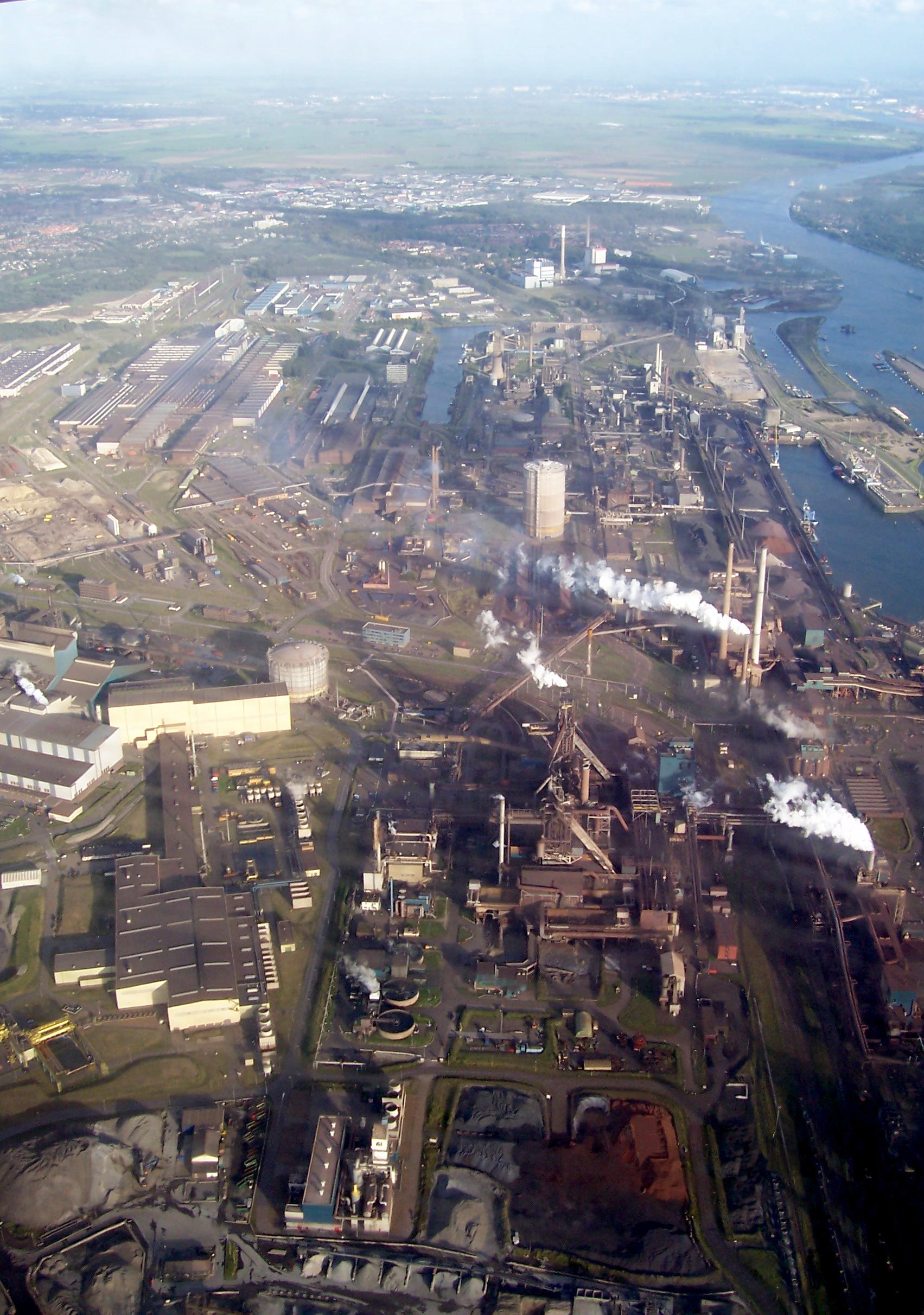
De fabriek in IJmuiden in 2005.

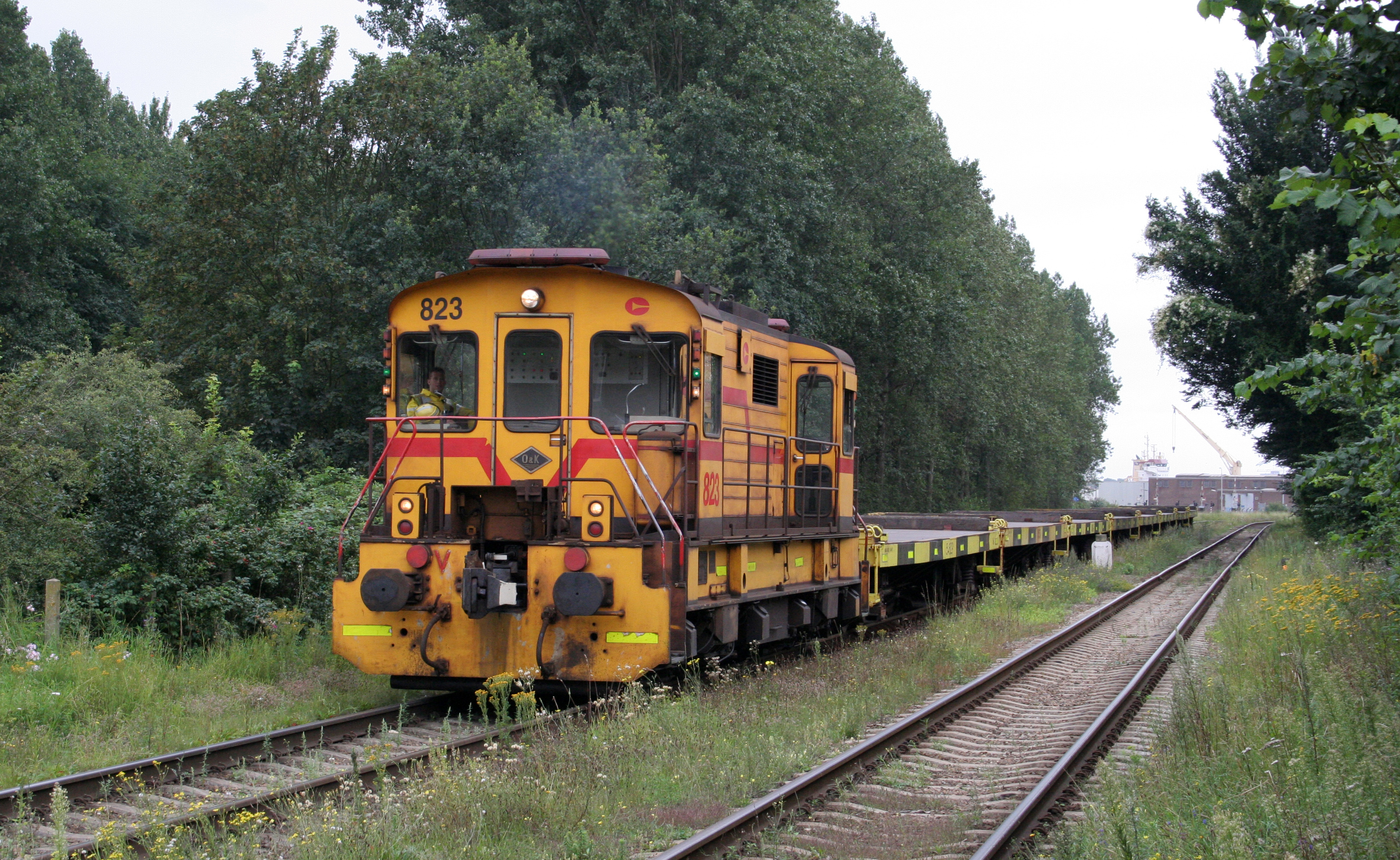
Spoorvervoer van Tata Steel Europe.

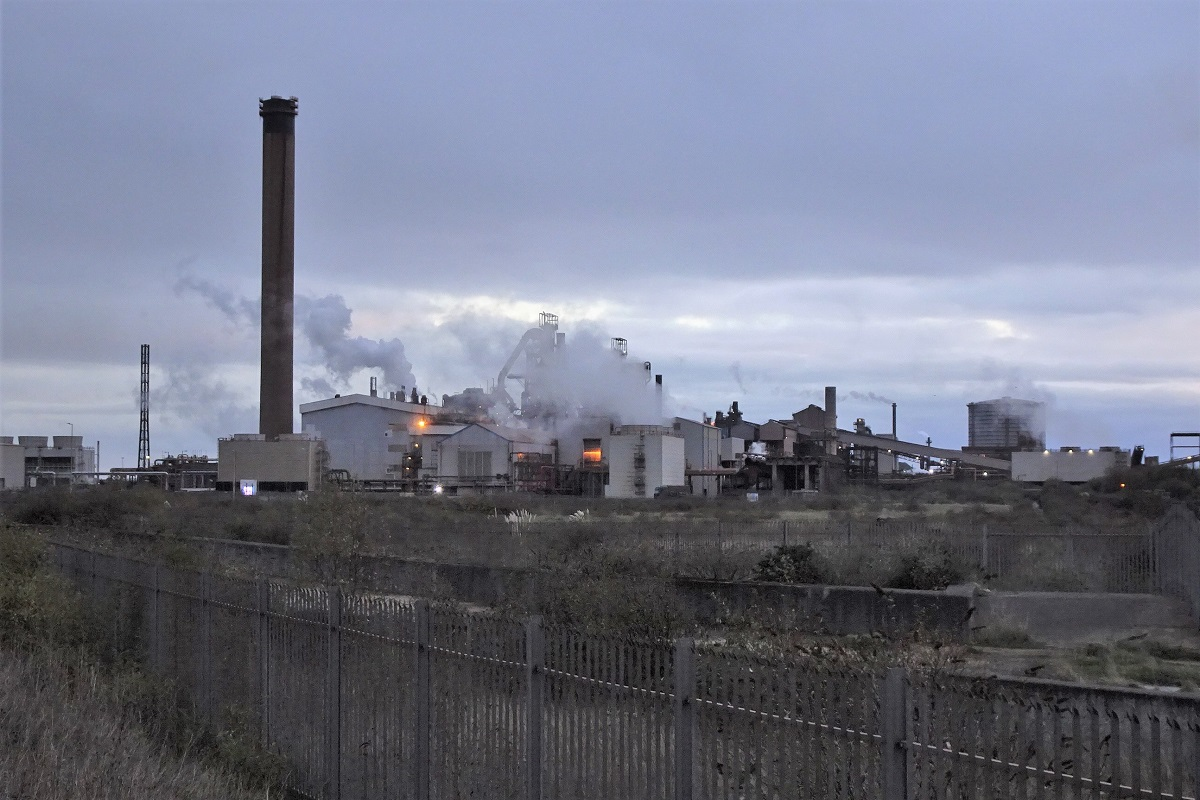
De fabriek in Port Talbot in 2021.

Tata Steel Europe was de Europese afdeling van de Indiase staalproducent Tata Steel van de Tata-groep. Het ontstond in 2007, toen Tata het Brits-Nederlandse Corus overnam. In 2021 werd het bedrijf gesplitst in een Britse en een Nederlandse tak: Tata Steel UK en Tata Steel Nederland.

## Geschiedenis

### Overname van Corus
In 2007 werd Corus, waar de vroegere Nederlandse Koninklijke Hoogovens deel van uitmaakten, overgenomen door Tata Steel Europe via een ingewikkeld veilingsysteem dat erop neerkwam dat het Indiase Tata en het Braziliaanse Companhia Siderúrgica Nacional tegen elkaar opboden. Op 31 januari 2007 kocht Tata Steel als hoogste bieder Corus voor 8,7 miljard euro of 608 pence per aandeel Corus. Op het moment van de overname was Tata Steel veel kleiner dan Corus. Tata Steel produceerde circa 5,3 miljoen ton staal en behaalde een omzet van 5 miljard dollar in het gebroken boekjaar 2005-06. De omzet van Corus in 2005 was 18 miljard dollar bij een staalproductie van 18 miljoen ton. Beide bedrijven hadden nagenoeg evenveel personeelsleden en de combinatie telde 84.000 werknemers. Met ingang van 27 september 2010 verdween de naam Corus officieel en ging het Tata Steel Europe heten.

### Opheffing Tata Steel Europe
In 2021 werd het bedrijf opgedeeld in een Britse en een Nederlandse tak. Tata Steel UK en Tata Steel Nederland vallen rechtstreeks onder het Indiase moederbedrijf en Tata Steel Europe hield op te bestaan. De splitsing was een historisch moment, na 22 jaar samenwerking met de Britse tak.

## Activiteiten
Tata Steel Europe was een internationaal concern dat staal produceerde. Het had belangrijke productielocaties in Nederland, het Verenigd Koninkrijk, Duitsland, België, Frankrijk en Noorwegen. De fabrieken in het Nederlandse IJmuiden en het Britse Port Talbot waren de twee voornaamste. Het was verder aanwezig in Zweden, Finland, Spanje, Turkije, Canada en de Verenigde Staten. Het hoofdkantoor stond in Londen. In 2020 werkten in Europa 20.500 mensen bij Tata Steel. In het gebroken boekjaar dat liep tot maart 2020 realiseerde het een jaaromzet van 7,1 miljard euro en werd 9,3 miljoen ton staal gemaakt.

### Nederland

#### IJmuiden
Het grootste bedrijf van Tata Steel Europe in Nederland was het geïntegreerde staalbedrijf in IJmuiden, waar vooral rollen hoogwaardig en bekleed staal werden gemaakt. Er werkten zo'n 8000 mensen en er werd jaarlijks circa zeven miljoen ton staal geproduceerd.

#### Andere fabrieken
In Nederland waren er verder fabrieken in Maastricht, Oosterhout en Zwijndrecht, waar telkens stalen buizen werden gemaakt.

### Verenigd Koninkrijk
De vestigingen in het Verenigd Koninkrijk waren die van British steel. Er werkten zo’n 15.000 mensen voor Tata Steel en werd jaarlijks elf miljoen ton staal gemaakt. De fabrieken in het land waren verouderd en er werd verlies geleden, mede door de lage staalprijzen vanwege hoge staalexporten vanuit China vanaf 2015.
Tata Steel kondigde op 18 januari 2016 aan dat ruim 1000 banen zouden verdwijnen. In 2015 werd al een verlies van 1200 banen aangekondigd door de sluiting van twee grote fabrieken in Engeland en Schotland. Reden voor deze maatregelen was de grootschalige import van goedkoop staal uit China op de Europese markt.
Eind maart 2016 zette Tata Steel alle Britse staalactiviteiten in de verkoop. De onderneming had haast en was desnoods bereid de Britse fabrieken voor niets weg te doen. Sluiting van fabrieken werd niet uitgesloten, de staalfabriek in Port Talbot leed naar schatting 1,2 miljoen euro verlies per dag. De voorgaande jaren werd al 2,5 miljard euro afgeschreven op de Britse onderdelen.
In 2020 werkten er nog ruim 8000 mensen, werd er drie miljoen ton staal geproduceerd en twee miljard pond omzet gedraaid.

#### Port Talbot (Wales)
Het grootste overgebleven bedrijf was de vestiging in Port Talbot in Wales. Daar werkten 4000 mensen. Het geïntegreerde staalbedrijf had hoogovens en een staalfabriek. Het produceert stalen platen en warm en koud gewalste en bewerkte rollen staalplaat; ongeveer vier miljoen ton per jaar.

#### Verkoop aan Greybull Capital
In 2016 werden de Britse onderdelen voor lange producten verkocht aan investeringsfonds Greybull Capital. Onderdelen die overgingen waren de staalfabriek in Scunthorpe, twee fabrieken in Teesside, diverse distributiecentra en een fabriek in Noord-Frankrijk. Op het moment van de overname waren er 4800 mensen werkzaam waarvan 400 in Frankrijk. De fabrieken werden ondergebracht in British Steel Limited dat in 2019 werd verkocht aan de Chinese staalgroep Jingye.

#### Andere fabrieken
- Shotton in Noord-Wales: gegalvaniseerde en (plastic) gecoate plaat
- Trostre Steelworks in Zuid-Wales: vertinde plaat en verpakkingsstaal
- Llanwern Steelworks Newport in Zuid-Wales: warm en koud gewalste strip en gegalvaniseerde coils
- Corby in Midden-Engeland: stalen buizen
- Hartlepool in Noordoost-Engeland: stalen buizen

### Andere Europese landen
- Ivoz-Ramet bij Luik in België: gegalvaniseerde en (plastic) gecoate plaat
- Duffel in België: vertinde plaat en verpakkingsstaal
- Louvroil en Maubeuge in Noord-Frankrijk: kleurgecoate coils
- Surahammar in Zweden: elektroblik
- Düsseldorf in Duitsland: electroplating
- Trier in Duitsland: electroplating

- Gemeinsame Normdatei: 1113560118
- International Standard Name Identifier: 0000 0004 0422 137X
- Virtual International Authority File: 1223147425849645040009